# Sudentassu
La patte du loup (finnois : Sudentassu) ou pont de Sipoonkorpi (finnois : Sipoonkorven silta)  est un pont de circulation douce du quartier de Kuninkaanmäki à Vantaa en Finlande.

## Présentation
Le pont enjambe la route Vanha Porvoontie qui fait partie de l'ancienne Route royale et mène de la zone de loisirs en plein air de Kuusijärvi jusqu'au parc national de Sipoonkorpi,.
Du côté de Sipoonkorpi, au sommet de Neidonrinte, il y a un sentier de randonnée d'environ deux kilomètres jusqu'au lac Bisajärvi, ainsi que des pistes de ski dans plusieurs directions,.
Le pont se trouve à environ 800 mètres de l'aire de stationnement du lac Kuusijärvi.

## Conception et construction
La construction du pont a commencé en mai 2019 et les travaux ont été achevés en novembre de la même année, après quoi d'autres sentiers de randonnée ont été construits dans la zone.
Le pont a été ouvert à la circulation le 14 décembre 2019.
Les travaux de finition et d'éclairage se sont poursuivis jusqu'à l'été de l'année suivante.
Le pont a été conçu par WSP Finlande et construit par Destia,.

## Caractéristiques du pont

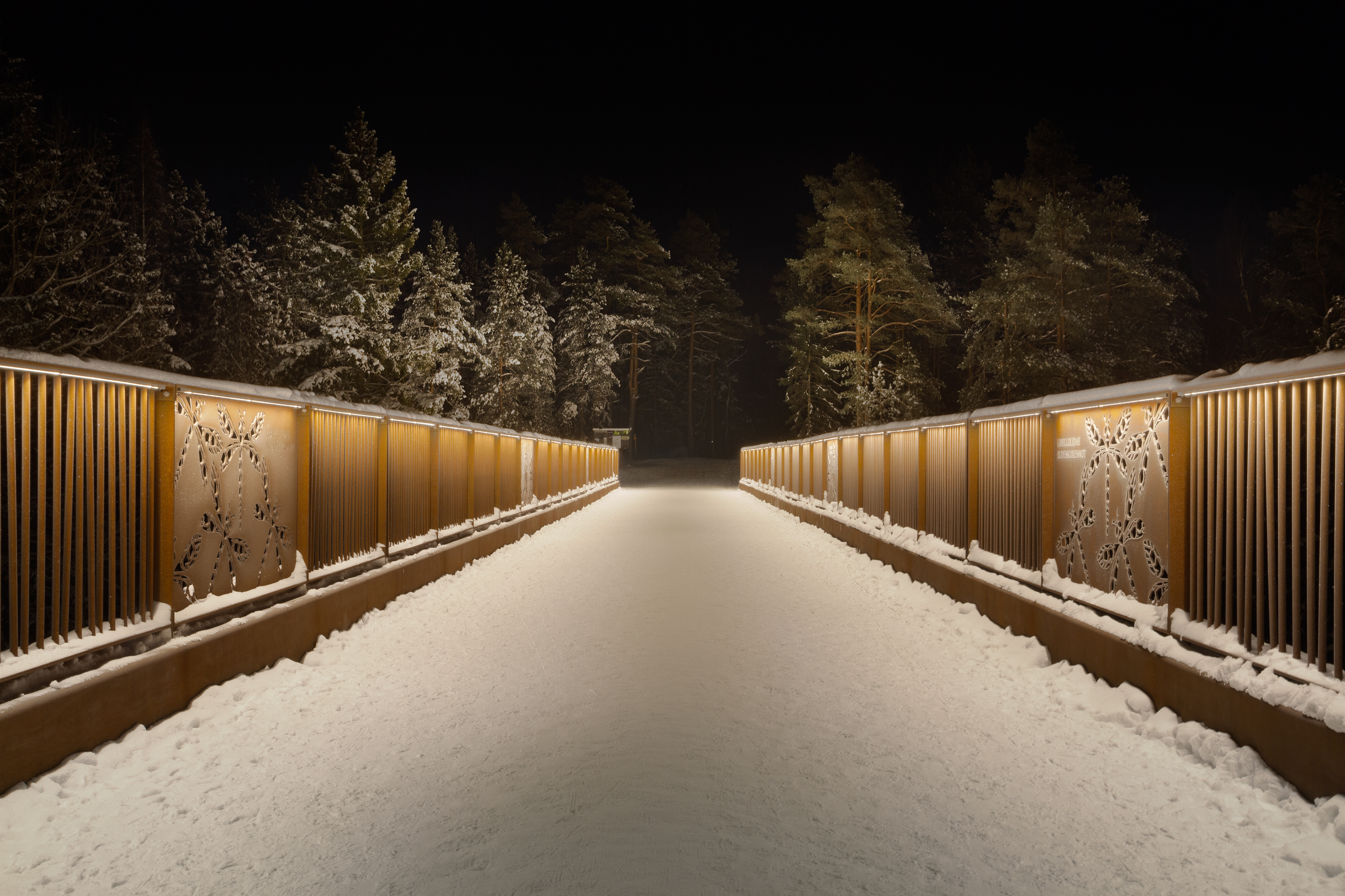
Les balustrades comportent des découpes décoratives éclairées par LED avec des motifs évoquant la nature.

Construit entre deux pentes rocheuses abruptes, le Sudentatsu est un pont à poutres continues en acier de 20 mètres de haut et 126 mètres de long,,,.
Il pèse 219 tonnes et est soutenu par une combinaison de quatre piliers en acier,.
La superstructure de cinq mètres de large, est faite de bois imprégné sous pression.
Le pont est constitué d'acier Corten résistant aux intempéries, sur la surface duquel une couche de rouille protège contre les effets de l'oxygène et de l'humidité et change de couleur lorsqu'elle est mouillée,,.
Les balustrades biseautées sont décorées de motifs végétaux et animaliers, qui sont éclairés par des lumières LED,,.
Les habitants de Vantaa ont choisi l'aspect final des décorations en votant pour plusieurs options de motifs.

## Étymologie
Le groupe de nomenclature de la municipalite de Vantaa a organisé un concours de nom ouvert pour le pont de Sipoonkorpi en mars 2020.
Il a reçu 563 suggestions pour un nouveau nom, et parmi eux Sudentassu a été sélectionné.
Le nom a été inspiré par les armoiries de Sipoo représentant un loup et par les meutes de loups auparavant nombreuses de Sipoo.
Le nouveau nom a suscité des désaccords et il n'y a pas eu de consensus immédiat sur sa pertinence.
Il n'était pas certain que le mot pont soit nécessaire dans le nom officiel du pont,.
Cependant, le conseil d'urbanisme a approuvé le nouveau nom en juin 2020 et le nom de Sudentassu a déjà été ajouté aux cartes routières du parc national la même année,.

## Prix du pont de l'année 2021
Le pont a été élu pont de l'année 2021 en Finlande par l'association finlandaise des ingénieurs en génie civil (RIL).